# Неолітичний субплювіал
Неолітичний субплювіал, іноді також називається волога фаза голоцену — тривалий період, що тривав приблизно з 7500-7000 рр. до н. е. по 3500-3000 рр. до н. е., коли в Північній Африці панував вологий дощовий клімат. До і після цього періоду в тому ж регіоні переважав спекотливий посушливий клімат, коли Сахара перетворилася на пустелю.
Неолітичний субплювіал — найпізніший з періодів «вологої Сахари» або «Зеленої Сахари», під час яких регіон був вологим, і в ньому була багатша і різноманітна біота , включаючи людське населення, ніж у сучасній пустелі.

## Датування
Неолітичний субплювіал почався в 7 кілороків до н. е. і тривав близько 2 тисячоліть, закінчившись після події 5,9 кілороку (3900 р. до н. е.), коли повернулася посуха, що домінувала до настання субплювіалу, почалося масове опустелювання, і знову виникла пустеля Сахара. Посушливі умови зберігаються до сьогодення.
У різних джерелах часові межі періоду коливаються. Це частково пов'язано з тим, що період охоплював велику територію, в різних частинах якої ці часові межі могли зсуватися. Одне джерело вказує рамки 9000-5000 років тому або 7000-3000 рр. до н. е. Т. А. Уілкінсон  датує закінчення субплювіалу близько 3300 р. до н. е.

## Географія і гідрографія
Під час неолітичного субплювіалу гідрографічний профіль великих територій Північної, Центральної і Східної Африки істотно відрізнявся від пізнішого. Рівень води в озерах був на кілька десятків метрів вищим сучасного, русла річок іноді були іншими. Зокрема, озеро Туркана в сучасній Кенії пов'язувалося зі сточищем Нілу. Площа озера Чад досягала близько 400 000 км², що більше, ніж площа сучасного Каспійського моря, а його рівень був на 30 м вищим сучасного. Існувало кілька дрібних озер і річкових систем, які пізніше зникли і були виявлені лише завдяки супутниковій зйомці та радарам.

## Екологія
Під час неолітичного субплювіалу Північна Африка була покрита рослинністю. Екосистема Сахари була не пустелею, а саваною. У ній мешкали слони, жирафи та інші тварини, нині мешкаючі в регіоні Сахель на південь від пустелі.

## Культури
М'який і вологий клімат неолітичного субплювіалу сприяв поселенню великої кількості людей в долині Нілу в Єгипті, а також розквіту неолітичних громад в Судані і на території сучасної Сахари. В цей час процвітали культури, створиші наскальне мистецтво Сахари, велика частина зразків якого знайдена в Алжирі, Лівії та Тунісі.
В цей час у водоймах Північної Африки в удосталь водилися риби, водні птахи, прісноводні молюски, гризуни, гіпопотами і крокодили. Люди полювали на ціх тварин, використовуючи плоти, човни, пастки, гарпуни, гачки і тощо. Такий прибережний спосіб життя дозволяв підтримувати набагато вищу чисельність населення, ніж раніше у мігруючих груп мисливців і збирачів. Подібні зміни в раціоні, разом з появою місцевої кераміки (у якій можна було готувати і зберігати рідку їжу), призвів до кулінарної революції і появі супів, смаженої риби і каші. Остання з'явилася також не в останню чергу завдяки збору злаків.
Значна частина інформації про спосіб життя прибережних мешканців того часу збирається з матеріалу археологічних розкопок, які проводив під час 2-ї світової війни британський археолог Ентоні Аркелл. Його звіт містить опис поселення пізньої кам'яної доби на піщаному березі Блакитного Нілу, яке знаходилося на 4 метра вище сучасного рівня максимального підйому Нілу. У той час та місцевість являла собою не пустелю, а савану, про що свідчать кістки, знайдені в древніх сміттєвих купах - вони належали антилопам, яким для проживання потрібні великі, зарослі травою пасовища. Основним джерелом живлення для людей поселення була риба. Аркелл зробив висновок, що в той час рівень опадів у 3 рази перевищував сучасний. Фізичні характеристики скелетних залишків говорять про те, що вони були споріднені сучасним нілотам, таким, як нуер і дінка. Вік поселення був датований радіовуглецевим методом як 7000 - 5000 рр. до н. е.
Ґрунтуючись на загальних характеристиках даної стоянки і розкопаних французами стоянок в Чаді, Малі та Нігері (наприклад, таких, як кістяні гарпуни і характерна кераміка з хвилястим орнаментом), Аркелл прийшов до висновку про поширення загальної мисливсько-рибальської культури негроїдних людей у всій Африці приблизно на широті сучасного міста Хартум в часи, коли клімат сильно відрізнявся від сучасного і Сахара не була пустелею. Незважаючи на цю гіпотезу, точне походження творців хвилястою кераміки залишається предметом дискусій.
У 1960-ті рр. археолог Гебріел Кемпс досліджував останки громади мисливців і рибалок, що жила близько 6700 р. до н. е. на півдні Алжиру . Ця громада виготовляла кераміку (той же згаданий вище мотив хвилястих ліній), а за расовими характеристиками явно відносилися до чорної, а не середземноморської раси. Кемпс відзначив наявність свідоцтв того, що зернові культивувалися, а не збиралися в дикому вигляді. Пізніші дослідження, проте, спростували його гіпотезу - зерна були морфологічно дикими, а громада була не осілою.
Людські рештки були виявлені археологами в 2000 р. поблизу Гобер в пустелі Тенере на північному сході Нігеру Знахідки в Гобер - унікальні свідчення проживання людей і поховань двох культур - кіффійської (7700 - 6200 рр. до н. е.) і тенерійської (5200 - 2500 рр. до н. е.).